# Ahmed Bader Magour
Ahmed Bader Magour (arabisch احمدبادير ماجور; * 3. März 1996) ist ein katarischer Leichtathlet ägyptischer Herkunft, der sich auf den Speerwurf spezialisiert hat.

## Sportliche Laufbahn
Erste internationale Erfahrungen sammelte Ahmed Bader Magour bei den Olympischen Spielen 2016 in Rio de Janeiro, bei denen er mit 77,19 m in der Qualifikation ausschied. 2017 siegte er mit 83,45 m bei den Islamic Solidarity Games in Baku und gewann bei den Asienmeisterschaften in Bhubaneswar mit 83,70 m die Silbermedaille hinter dem Inder Neeraj Chopra. Zudem qualifizierte er sich für die Weltmeisterschaften in London, bei denen er mit 81,77 m im Finale den zehnten Rang belegte. 2018 nahm er erstmals an den Asienspielen in Jakarta teil und erreichte mit einer Weite von 78,23 m den sechsten Platz. 2021 begann er ein Studium an der University of Georgia und im Jahr darauf gewann er bei den Islamic Solidarity Games in Konya mit 74,28 m die Silbermedaille hinter dem Pakistaner Arshad Nadeem.